# Hjørdis Varmer
Hjørdis Varmer (4. marts 1936 - 23. april 2022) var en dansk forfatter og foredragsholder. 
Hjørdis Varmer skrev siden 1971 bøger, hovedsageligt romaner for børn og unge, men også to romaner for voksne om sin svenske slægt: Johanna fra Småland (2006) og Tiden efter Johanna (2007). 
Blandt Varmers børne- og ungdomsromaner kan nævnes trilogien Det forår da far gik under jorden, Den vinter da far var i Sverige og Det forår da far kom hjem. Også trilogien Karen fra Hedegården, Karen og de andre og Farvel Karen fra 1984 er blandt de populære udgivelser.
Sammen med sin datter, forfatteren Jette Varmer, drev hun indtil juni 2009 Forlaget Vadis.

## Død
Datteren har skrevet på hendes hjemmeside at hendes mor, Hjørdis Varmer, døde den 23. april 2022, 86 år gammel.